# Bruno Rubeo
Bruno Rubeo est un décorateur italien né à Rome le 26 octobre 1946 et mort à Foligno le 3 novembre 2011.
Il a reçu le Ruban d'argent du meilleur décor en 2006 pour le film Le marchand de Venise, réalisé par Michael Radford.

## Carrière
Bruno Rubeo est nommé pour un Oscar de la meilleure direction artistique (décors) pour le film Miss Daisy et son chauffeur (1989) réalisé par Bruce Beresford sur un scénario d'Alfred Uhry. Dès le début de sa carrière il travaille pour des réalisateurs américains, en particulier Oliver Stone puis Taylor Hackford (Les Princes de la ville (1993), Dolores Claiborne (1995), L'Associé du diable (1997), L'Échange (2000) et Love Ranch (2010). Il joue en outre dans deux films, Salvador (1986) et Conversations nocturnes (1988).

## Filmographie

### Scénographe
- 1982: Spring Fever, réalisé par Joseph L. Scanlan
- 1986: Salvador, réalisé par Oliver Stone
- 1986: Platoon, réalisé par Oliver Stone
- 1987: Treasure of the Moon Goddess, réalisé par José Luis García Agraz
- 1987: Walker, réalisé par Alex Cox
- 1988: Conversations nocturnes, réalisé par Oliver Stone
- 1989: Blood Red, réalisé par Peter Masterson
- 1989: Old Gringo, réalisé par Luis Puenzo
- 1989: Né un 4 juillet, réalisé par Oliver Stone
- 1989: Miss Daisy et son chauffeur, réalisé par Bruce Beresford
- 1990: Un flic à la maternelle, réalisé par Ivan Reitman
- 1993: Sommersby, réalisé par Jon Amiel
- 1993: Les Princes de la ville, réalisé par Taylor Hackford
- 1994: Le Client, réalisé par Joel Schumacher
- 1995: Dolores Claiborne, réalisé par Taylor Hackford
- 1996: Étoile du soir, réalisé par Robert Harling
- 1997: L'Associé du diable, réalisé par Taylor Hackford
- 1999: Les Aiguilleurs, réalisé par Mike Newell
- 1999: Thomas Crown, réalisé par John McTiernan
- 2000: L'Échange, réalisé par Taylor Hackford
- 2004: Le Marchand de Venise, réalisé par Michael Radford
- 2005: Le Grand Raid, réalisé par John Dahl
- 2010: Love Ranch, réalisé par Taylor Hackford

### Acteur
- 1988: Conversations nocturnes - Tony
- 1986: Salvador - officier de douane no 4

## Récompenses
- 2004: Ruban d'argent du meilleur décor pour Le Marchand de Venise, réalisé par Michael Radford